# Drake
Aubrey Drake Graham (sinh ngày 24 tháng 10 năm 1986), được biết đến với nghệ danh Drake, là một rapper, ca sĩ, nhạc sĩ, nhà sản xuất ghi âm và diễn viên người Canada gốc Phi, sinh ra và lớn lên ở Toronto, Ontario. Anh bắt đầu nhận được sự chú ý từ công chúng với vai diễn Jimmy Brooks trong bộ phim truyền hình Degrassi: The Next Generation. Sau đó, Drake trở nên nổi tiếng với vai trò là một rapper, phát hành nhiều mixtape độc lập trước khi ký hợp đồng với hãng đĩa Young Money Entertainment của Lil Wayne vào tháng 6 năm 2009. EP đầu tiên của anh, So Far Gone (2009), bao gồm đĩa đơn "Best I Ever Had", lọt vào top 10 bảng xếp hạng Billboard Hot 100 của Mỹ.
Album phòng thu đầu tiên của Drake, Thank Me Later (2010), ra mắt tại vị trí số một trên bảng xếp hạng Billboard 200 và được chứng nhận đĩa bạch kim bởi Hiệp hội Công nghiệp ghi âm Hoa Kỳ (RIAA). Album thứ hai của anh, Take Care (2011), đứng đầu các bảng xếp hạng ở Mỹ và Canada cũng như sản sinh đĩa đơn top 10 trên Hot 100 "Take Care". Nó đã giúp Drake giành giải Grammy đầu tiên trong sự nghiệp của mình cho Album Rap xuất sắc nhất. Album tiếp theo, Nothing Was the Same (2013), tiếp tục gặt hái nhiều thành công thương mại với các đĩa đơn hit "Started from the Bottom" và "Hold On, We're Going Home". Trong năm 2015, Drake đã ra mắt hai mixtape, If You're Reading This It's Too Late và What a Time to Be Alive. Album phòng thu thứ tư của anh, Views (2016), đã đạt được hơn 1 triệu đơn vị album trong tuần đầu tiên phát hành, và được hỗ trợ bởi các đĩa đơn, "Hotline Bling", "One Dance" và "Pop Style".
Drake kết hợp giữa rap và hát trong hầu hết các tác phẩm âm nhạc của mình. Anh đã giành được một giải Grammy, 3 giải Juno, 6 giải BET. Ngoài ra, anh cũng có 3 đĩa đơn quán quân trên bảng xếp hạng Hot 100, cùng với 16 đĩa đơn đạt hạng nhất trên bàng xếp hạng Hot R&B/Hip-Hop Songs. Drake thành lập một hãng thu âm OVO Sound vào đầu năm 2012. Anh cũng tham gia sản xuất nhiều bản thu âm dưới bút danh Champagne Papi. Drake xuất hiện trong danh sách Forbes Five năm 2016, xếp hạng các nghệ sĩ hip hop giàu có nhất; ở vị trí thứ 5.

## Thời niên thiếu
Aubrey Drake Graham sinh ngày 24 tháng 10 năm 1986 ở Toronto, Ontario. Anh là con trai của nghệ sĩ chơi trống Dennis Graham và and Sandi Graham, một nhà giáo dục. Hai người chú của anh, Larry Graham và Teenie Hodges, là các nhạc sĩ. Cha của Drake là một người Mỹ gốc Phi đến từ Memphis, Tennessee, còn mẹ anh là người Canada Do thái da trắng. Cha mẹ anh li hôn khi anh 5 tuổi, và anh được nuôi lớn bởi người mẹ nuôi ở vùng Forest Hill Toronto. Drake học trung học tại Forest Hill Collegiate Institute, nơi anh bắt đầu học diễn xuất, nhưng đã không tốt nghiệp. Anh thường dành nhiều thời gian trong mùa hè với cha mình ở Memphis. Drake từng phát biểu việc cha mẹ anh li dị ảnh hưởng rất lớn đến anh và nói, "Tôi đã phải trở thành một người đàn ông thực sự rất nhanh và trở thành chỗ dựa cho người phụ nữ mà tôi yêu bằng cả trái tim mình, mẹ tôi."

## Danh sách đĩa nhạc
Album phòng thu
- Thank Me Later (2010)
- Take Care (2011)
- Nothing Was the Same (2013)
- Views (2016)
- Scorpion (2018)
- Care Package (2019)
- Certified lover boy (2021)
- Honestly, Nevermind (2022)
- Her Loss (2022)
- For All the Dogs (2023)

Mixtape thương mại
- So Far Gone (2009)
- If You're Reading This It's Too Late (2015)
- What a Time to Be Alive (với Future) (2015)
- More Life (2017)
- Behind Barz (2019)
- Toosie Slide (2020)
- Laugh Now Cry Later (2020)
- On The Radar Freestyle (2023)
- Drake - Search & Rescue (2023)

## Lưu diễn
- Away from Home Tour (2010)
- Club Paradise Tour (2012)
- Would You like a Tour? (2013–14)
- Jungle Tour (2015; chuyến lưu diễn quảng bá 6 ngày)

Đồng trình diễn
- America's Most Wanted Tour (với Young Money) (2009)
- Drake Vs. Lil Wayne (với Lil Wayne) (2014)
- Summer Sixteen Tour (với Future) (2016)

## Phim ảnh
| Năm  | Phim                              | Vai diễn         | Ghi chú    |
| ---- | --------------------------------- | ---------------- | ---------- |
| 2008 | Charlie Bartlett                  | A/V Jones        |            |
| 2008 | Mookie's Law                      | Chet Walters     | Phim ngắn  |
| 2011 | Breakaway                         | Chính anh        | Khách mời  |
| 2012 | Ice Age: Continental Drift        | Ethan            | Lồng tiếng |
| 2013 | Anchorman 2: The Legend Continues | Ron Burgundy fan | Khách mời  |
| 2014 | Think Like a Man Too              | Chính anh        | Khách mời  |

| Năm       | Phim                          | Vai diễn                                 | Ghi chú                                |
| --------- | ----------------------------- | ---------------------------------------- | -------------------------------------- |
| 2001      | Blue Murder                   | Joey Tamarin                             | Tập: "Out-of-Towners: Part 1"          |
| 2001–2009 | Degrassi: The Next Generation | Jimmy Brooks                             | 139 tập                                |
| 2002      | Soul Food                     | Fredrick                                 | Tập: "From Dreams to Nightmares"       |
| 2002      | Conviction                    | Teen Fish                                | Phim truyền hình                       |
| 2005      | Best Friend's Date            | Người hẹn hò                             | Tập: "Season Finale"                   |
| 2005      | Instant Star                  | Chính anh                                | Tập: "Personality Crisis"              |
| 2008      | The Border                    | PFC Gordon Harvey                        | Tập: "Stop Loss"                       |
| 2009      | Being Erica                   | Ken                                      | Tập: "What I Am Is What I Am"          |
| 2009      | Sophie                        | Ken                                      | Tập: "An Outing with Sophie"           |
| 2009      | Beyond the Break              | Chính anh                                | Tập: "One 'Elle' of a Party"           |
| 2011      | Saturday Night Live           | Chính anh (khách mời trình diễn)         | Tập: "Anna Faris/Drake"(Mùa 37, Tập 4) |
| 2012      | Punk'd                        | Chính anh                                |                                        |
| 2014      | Saturday Night Live           | Chính anh (chủ trì/khách mời trình diễn) | Tập: "Drake" (Mùa 39, Tập 11)          |
| 2016      | Saturday Night Live           | Chính anh (chủ trì/khách mời trình diễn) | Tập: "Drake" (Mùa 41, Tập 20)          |